# Hein Derichsweiler

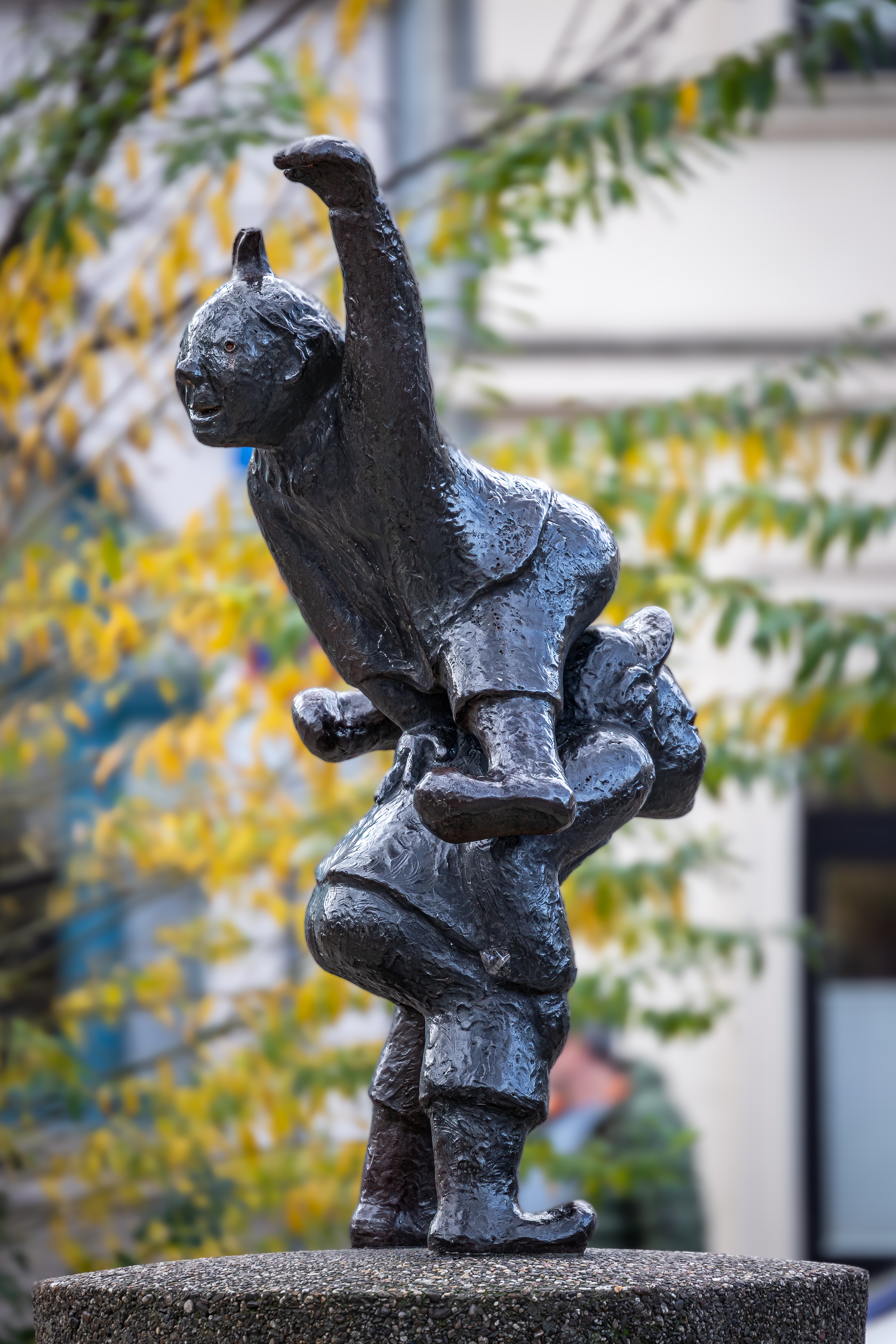
Der Max-und-Moritz-Brunnen am Lenauplatz in Köln

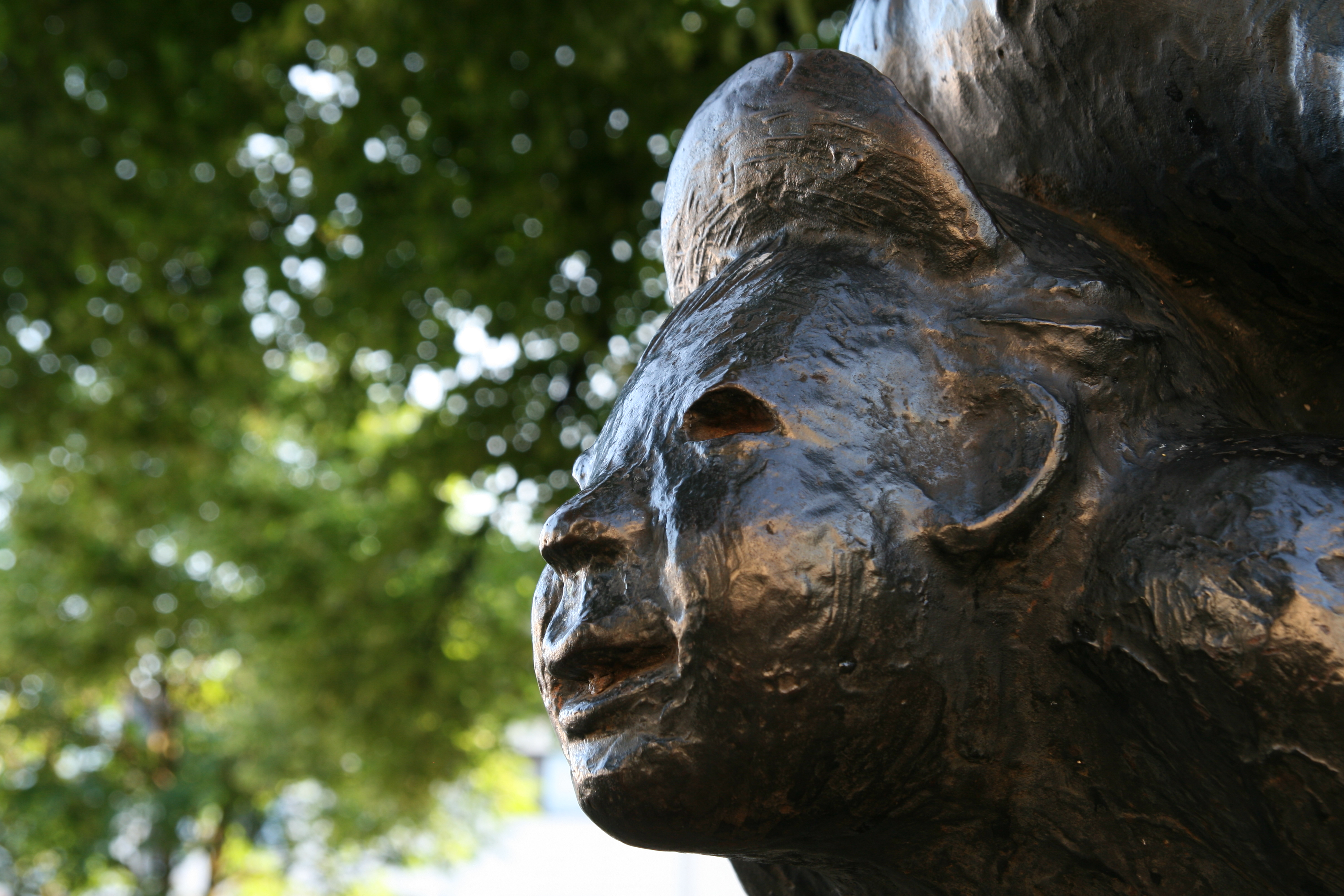
Detail der Skulptur am Max-und-Moritz-Brunnen in Köln

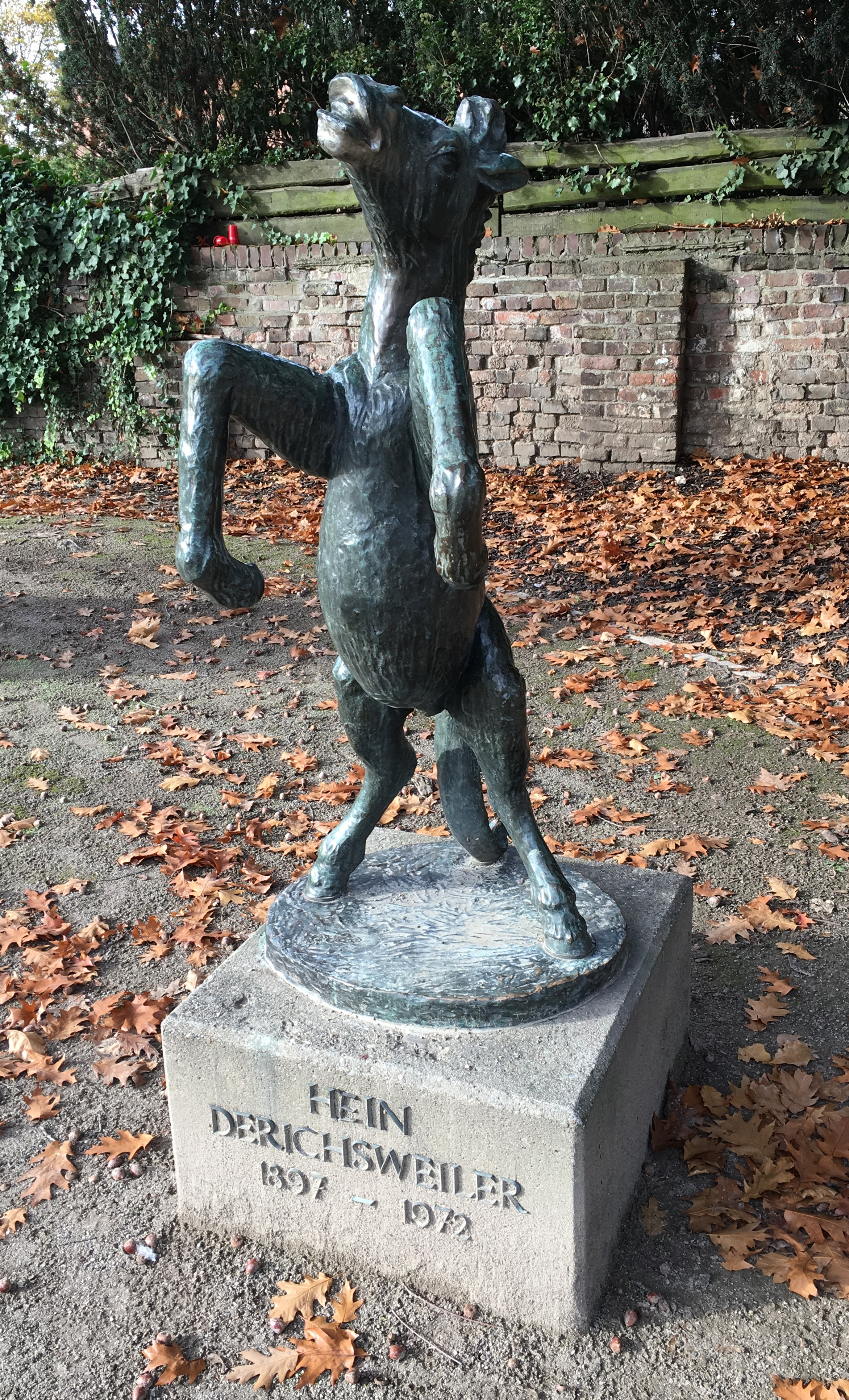
Pferdeskulptur im Rheinpark in Wesseling

Franz Heinrich „Hein“ Derichsweiler (* 14. April 1897 in Köln; † 3. Februar 1972 ebenda)  lebte und wirkte als Bildhauer in Köln.

## Leben
Der gelernte Bäcker führte bis 1935 die vom Vater ererbte Bäckerei in Köln-Ehrenfeld.
Unter dem Eindruck des Ersten Weltkriegs wurde er zum Pazifisten und war wie sein Bruder Johann Joseph Derichsweiler Kommunist.
Als Bildhauer war Derichsweiler vorwiegend Autodidakt. Über seinen Bruder lernte er 1925 den Bildhauer Tünn Brandts kennen. Unter dessen Anleitung schuf Derichsweiler seine ersten Plastiken. 1935 beauftragte ihn die Stadt Köln damit, anhand von Fossilienfunden urzeitliche Wirbeltiere zu rekonstruieren. Dabei arbeitete er eng mit dem Schweizer Paläontologen Hans Wehrli zusammen.
Ab 1939 unternahm Derichsweiler ausgedehnte Studienreisen ins Ausland, die letzten Kriegsjahre verbrachte er im Bayerischen Wald. 1953 heiratete er in Köln Paula Katharina Maiworm. Hanna Adenauer stellte den Eheleuten das Haus Belvedere in Köln-Müngersdorf zur Verfügung. In Müngersdorf lebte er bis zu seinem Tod. Er starb 1972 im Alter von 74 Jahren in einem Kölner Krankenhaus und wurde am 8. Februar 1972 auf dem Kölner Melaten-Friedhof beigesetzt. Seine Grabstätte befand sich auf dem Ehrenfelder Teil des Friedhofes im Flurstück E4, Nr. 3+4. Das Grab wurde vor einigen Jahren eingeebnet.

## Werk
Derichsweilers Arbeiten sind größtenteils gegenständlich, dabei aber nicht immer naturalistisch. Seine Skulpturen stellen häufig Tiere dar, aber auch Porträts oder Figuren aus der Kölner Folklore sowie aus der Märchenwelt, beispielsweise der Max-und-Moritz-Brunnen auf dem Lenauplatz in Köln-Neuehrenfeld, eine Skulptur der Bremer Stadtmusikanten oder die Kölner Figuren Tünnes und Schäl (im Foyer der Kreissparkasse Köln am Neumarkt). Menschen und Tiere bilden den zentralen Punkt im Schaffen des Bildhauers.
Zeugnis für Derichsweilers Pazifismus geben beispielsweise die Reliefs, die er zum Andenken an die in Wahn am Rhein als „Kriegsverräter“ 1917 erschossenen Max Reichpietsch und Albin Köbis schuf.
Derichsweilers starken Bezug zu seiner Heimatstadt Köln zeigt auch eine ca. 1,30 m große Figur des FC-Köln-Maskottchens Hennes, die im FC-Vereinsheim (Restaurant) steht. Kleinbronzen seines „Hennes“' wurden in einer geringen Auflage hergestellt und nur zu besonderen Anlässen verschenkt, so z. B. anlässlich des Gewinns der Deutschen Meisterschaft 1964 an die Spieler des 1. FC Köln.
Einen Schwerpunkt seines Werks bilden Tierskulpturen. Seine Rehskulpturen hat Hein Derichsweiler nach lebenden Vorbildern geschaffen, die in seinem Atelier im Haus Belvedere aufwuchsen. Sein erstes Reh hatte der Bildhauer im Bayerischen Wald gefunden und im Gepäcknetz der Eisenbahn mit nach Köln genommen. In Müngersdorf wurde es von seiner Frau Paula mit der Flasche großgezogen. Im Katalog zur Ausstellung anlässlich des 70. Geburtstages des Kunst-Bildhauers schreibt Dr. Werner Jüttner: „… Immer wieder fängt er mit seinen formenden Händen die kreatürliche Kraft, Stärke und Bewegung seiner jungen Rehböcke und Rehe ein. Da ist z. B. die elegante balletteuse Bewegung des sich den rechten Hinterlauf leckenden Rehes, ein melodisches Grazioso in seiner geschlossenen Form – oder der in einer sprunghaft sich seitwärts wendende Bock, nur mit dem rechten Hinterlauf dem Erdboden verhaftet, während die anderen Läufe den Bewegungsimpuls aufnehmen, ein Furisoso, das den ganzen Tierleib durchzittert.“
Eine besondere Ehrung seiner Tierplastiken erlebte Derichsweiler nicht mehr: Er starb wenige Wochen vor der Eröffnung einer von Bernhard Grzimek initiierten Ausstellung im Frankfurter Zoo.
Bekannte Tierplastiken sind der Brunnen „Seehunde-Liebespaar“ auf der Insel Borkum sowie die lebensgroße Plastik „Spielende Bären“ im Park seines Müngersdorfer Ateliers.
Nach dem Tod seiner zweiten Ehefrau Paula 1985 ging der größte Teil von Derichsweilers Nachlass an die Stadt Köln. Dort sind zahlreiche Kunstwerke heute in einem Depot des Kölner Zoos magaziniert. Der schriftliche Nachlass lagerte bis zu dessen Einsturz am 3. März 2009 im Historischen Archiv der Stadt Köln.